# كينتية المظهر
كينتية المظهر (الاسم العلمي: Kentiopsis)، جنس من أشجار النخيل المتوطنة في كاليدونيا الجديدة. العلاقة بين كينتية المظهر والأجناس الأخرى من عميرة النخلاوات الملكية، بما في ذلك النخلة الملكية الأسترالية وشامبيرونية وكينتية شعاعية المتوطنان في كاليدونيا الجديدة غير محسومة.
الاسم العلمي يتألف من كينت نسبة لويليام كينت المتوفي نحو عام 1828، وهو بستاني هولندي ورحالة في الشرق، وأوبسيس ὄψις" (opsis)" التي تعني مظهر. واسم كينتيا هو مرادف لخزمة فورستري، ويعني اسم الجنس أن هذه النخيل تشبه خزمة فورستري.
يشتمل الجنس على أربعة أنواع معروفة
- Kentiopsis magnifica (H.E.Moore) Pintaud & Hodel
- Kentiopsis oliviformis (Brongn. & Gris) Brongn.
- Kentiopsis piersoniorum Pintaud & Hodel
- Kentiopsis pyriformis Pintaud & Hodel